# 1106 dans les croisades
Cette page regroupe les évènements concernant les Croisades qui sont survenus en 1106 : 
- 26 mai : Bohémond de Tarente, prince d'Antioche, épouse Constance de France, fille de Philippe Ier[1].
- août : mort d'Hugues de Fauquembergues, prince de Galilée. La principauté est donnée à Gervais de Bazoches[2].
- 14 septembre : Tancrède de Hauteville prend Apamée sur le moyen Oronte[3].
- fin de l'année : Tancrède de Hauteville épouse Cécile de France, fille du roi Philippe Ier de France[1].
- Bohémond de Tarente, prince d'Antioche, se rend en Occident pour recruter des renforts[4].
- Baudouin de Hestrut, reçoit la seigneurie de Rama[5].